# 3927 Feliciaplatt
3927 Feliciaplatt este un asteroid din centura principală, descoperit pe 5 mai 1981 de Carolyn Shoemaker.